# Giardini-Naxos

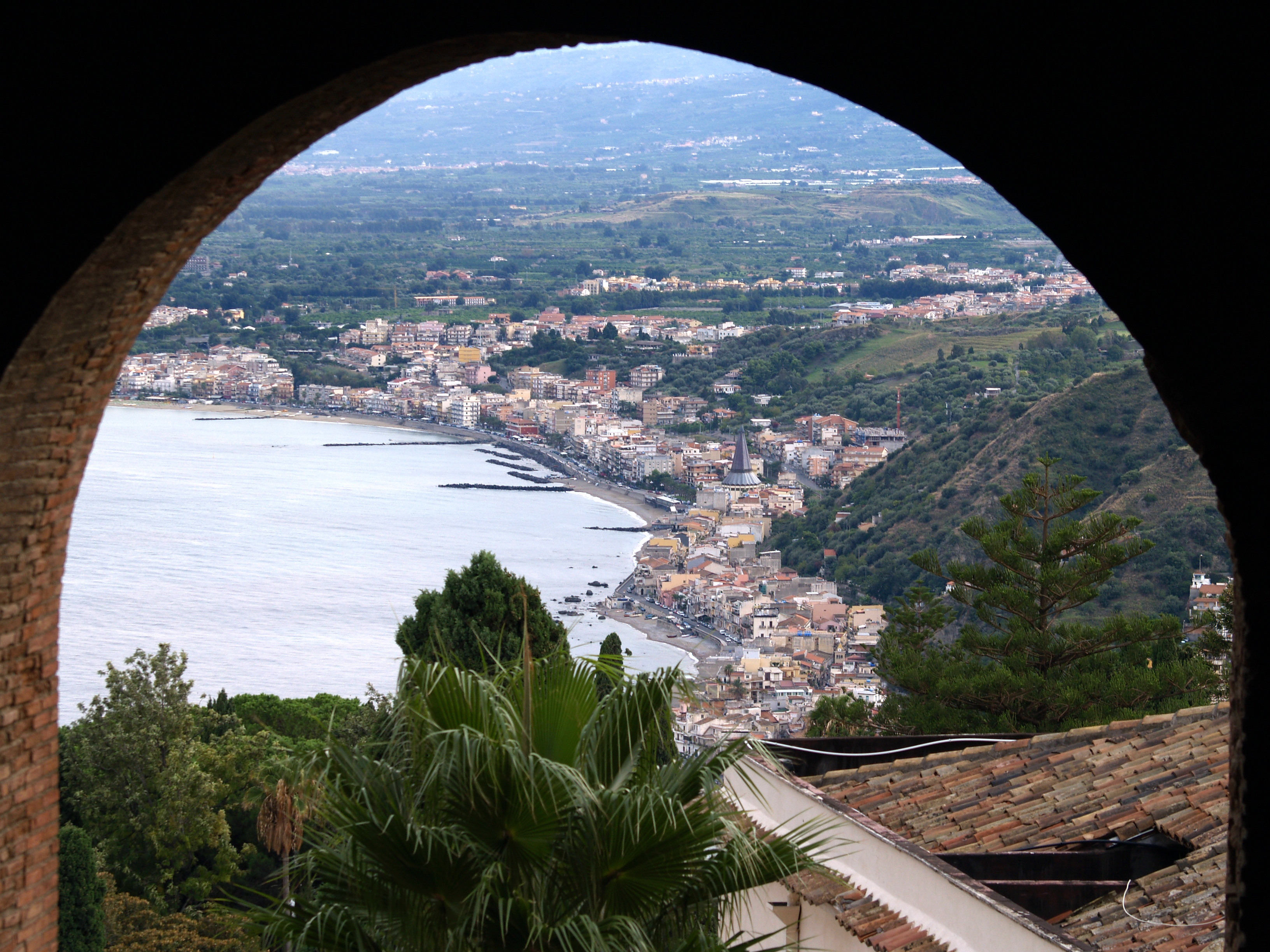
Giardini-Naxos von Taormina aus

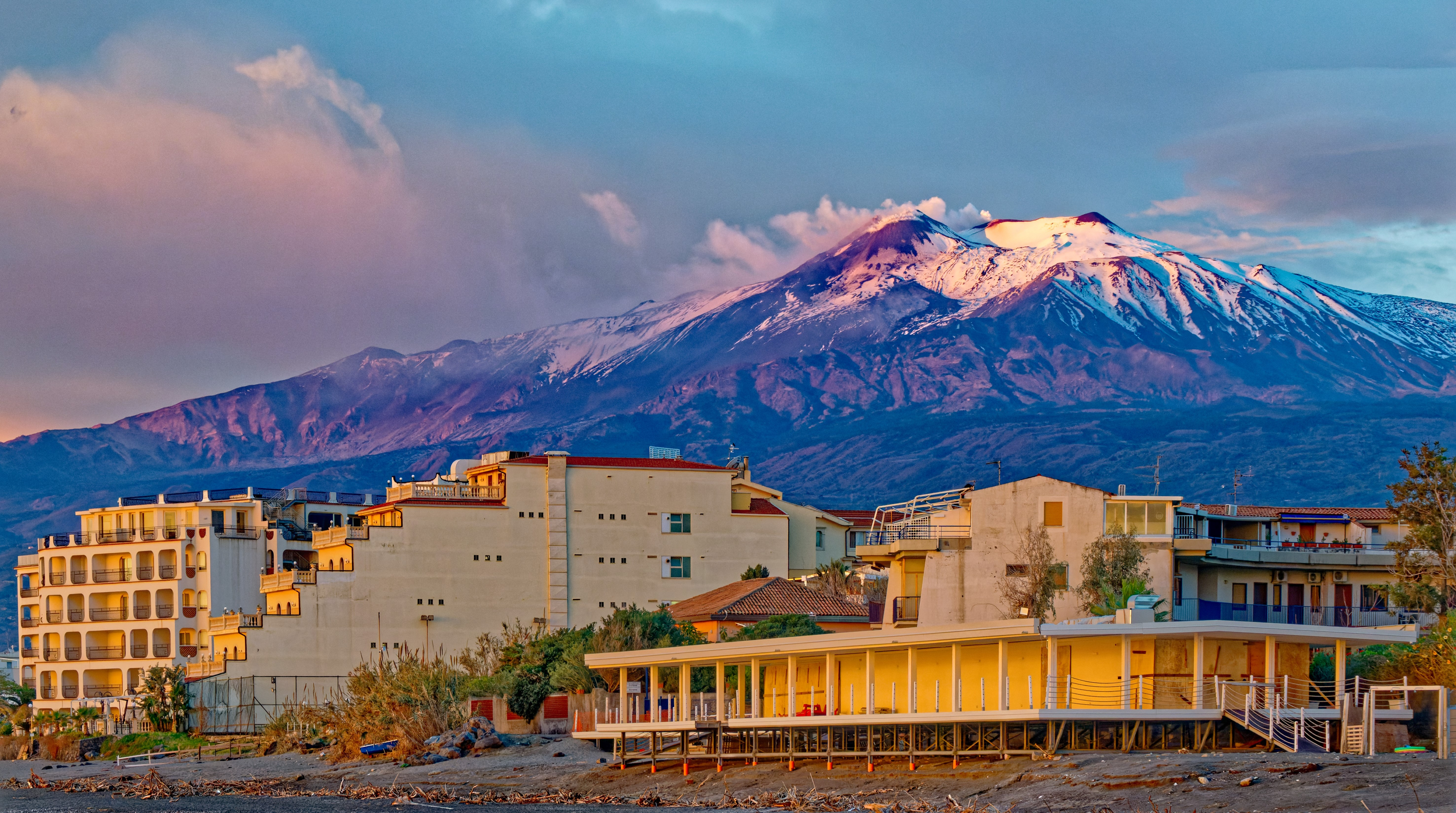
Ätna-Blick am Strand von Giardini-Naxos

Giardini-Naxos oder kurz Giardini ist eine italienische Gemeinde der Metropolitanstadt Messina auf der Mittelmeerinsel Sizilien mit 9363 Einwohnern (Stand 31. Dezember 2023).

## Lage und Daten
Giardini-Naxos liegt rund 50 km südlich von Messina und 40 km nördlich von Catania an der Ostküste Siziliens. Die Einwohner arbeiten hauptsächlich in der Landwirtschaft und im Tourismus. Giardini-Naxos ist ein Badeort.
Die Nachbargemeinden sind Calatabiano (CT) und Taormina.
Die Stadt hat Anschluss zur A18 Messina–Catania. Der Bahnhof Taormina-Giardini der Bahnstrecke Messina–Syrakus liegt etwas außerhalb des Ortes auf dem Gebiet der Nachbargemeinde Taormina. Der nächstgelegene Flughafen Fontanarossa befindet sich in Catania.

## Geschichte
Giardini-Naxos liegt an der Stelle des antiken Naxos. Naxos war die erste griechische Kolonie auf Sizilien. Sie wurde 735 v. Chr. von Bewohnern der Stadt Chalkis gegründet.
Von Naxos aus wurden weitere Städte gegründet, 730 v. Chr. Katane und Leontinoi und wahrscheinlich 728 v. Chr. Messina. Später wurde Naxos von Hippokrates von Gela unterworfen und schlug sich 415 v. Chr. auf die Seite von Athen. Nach der Zerstörung der Stadt im Jahr 403 v. Chr. durch Dionysios I. suchten die Bewohner Zuflucht in Tauromenion.

## Bauwerke und Parkanlagen
Die Kirche Maria SS. Raccomandata stammt aus dem 18. Jahrhundert. Das archäologische Museum und ein archäologischer Park mit Ausgrabungen und Fundstücken des antiken Naxos sowie Reste eines Aphrodite-Tempels und einer Stadtmauer liegen am Meer innerhalb des Ortes.